# Tilemachos Karakalos
Tilemachos Karakalos (grč. Τηλέμαχος Καράκαλος; 1866. – 15. lipnja 1951.), grčki mačevalac koji se natjecao na prvim Olimpijskim igrama 1896. u Ateni.

## Životopis
Karakalos se natjecao u disciplini sablja. U grupi od 5 natjecatelja osvojio je srebrenu medalju pobijedivši u tri od četiri dvoboja. 

## Vanjske poveznice
- Karijera T. Karakalosa  Arhivirana inačica izvorne stranice od 27. rujna 2015. (Wayback Machine)